# Comic book
Pour l’article homonyme, voir Comic book (homonymie).
Cette page est consacrée aux comic books américains. Pour des considérations plus générales, voir périodique de bande dessinée.

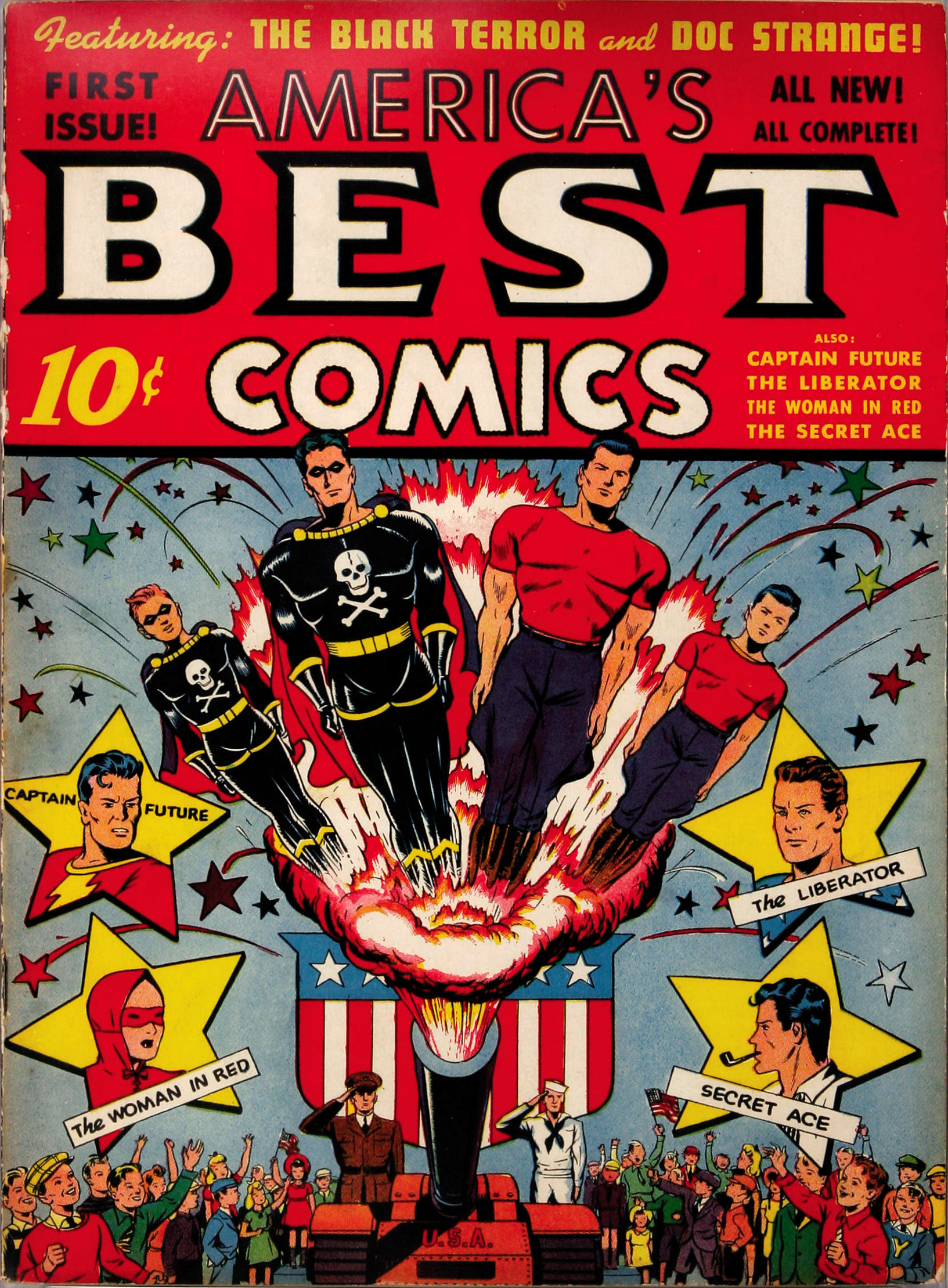
Couverture du premier numéro d’America's Best Comics (décembre 1942).

Un comic book est, aux États-Unis, un périodique de bande dessinée centré autour d'un héros ou d'un thème publié sous forme de fascicules d'une trentaine à une centaine de pages. Les comic books sont aujourd'hui surtout vendus dans des librairies spécialisées, mais les histoires qu'ils contiennent peuvent être recueillies pour être vendues en librairie généraliste (on parle alors de graphic novel). Ils dominent encore largement le marché des périodiques de bande dessinée aux États-Unis.
En Europe francophone, le terme « comic book » tend à désigner non seulement le format (le fascicule souple mensuel d'une trentaine de pages), mais également un genre particulier, c'est-à-dire la bande dessinée américaine ou comics de super-héros (bien qu'en réalité, d'autres genres existent sur le marché américain).

## Histoire
Apparus en 1934 avec Famous Funnies, les comic books n'étaient au départ que des recueils de comic strips. Dans un premier temps il s'agissait de rééditions de bandes parues dans des journaux. Mais, comme le matériel risquait de manquer, le besoin de séries inédites se fit sentir.
Parmi ces nouveautés, une, en particulier, eut un impact important dans le monde des comics. En 1938, sort Action Comics dans lequel paraît le premier super-héros, Superman de Jerry Siegel et Joe Shuster. Rapidement, tous les genres sont représentés (humour, western, horreur, science-fiction, polar, biographie…), avec plus de 400 titres paraissant simultanément certains mois des années 1940. En 1944, Captain Marvel Adventures se vend à près d'1,2 million d'exemplaires mensuel.
Après guerre, les super-héros connaissent un déclin prononcé, mais le comic book en général, entré dans les mœurs, connaît un âge d'or, autour notamment des romance comics, des comics policiers et ceux d'horreur. En 1954, une campagne pour la censure des comics connaît son apogée grâce aux discours virulents du docteur Fredric Wertham qui lie la délinquance juvénile à la lecture de comics. Cela aboutit à la mise en place du Comics Code, qui marque la fin de ce foisonnement. 
Le comic book renaît graduellement dans les années 1960 grâce au renouveau de la bande dessinée de super-héros, porté notamment par Stan Lee et Jack Kirby chez Marvel Comics. Durant la même décennie, l'apparition des comics underground (ou comix) permet au comic book d'atteindre un public plus adulte.
Dans les années suivantes, le format continue à être utilisé, que ce soit pour la bande dessinée de super-héros, d'humour ou pour les œuvres des rénovateurs de la bande dessinée américaine des années 1980-1990. Ceux-ci préfèrent cependant de plus en plus au comic book des périodiques plus luxueux, collectifs (Raw) ou individuels (l’Acme Novelty Library de Chris Ware), voire la publication directe en album, comme Craig Thompson, ou les frères Hernandez depuis 2008.

## Tendances actuelles
Le marché se divise ainsi aujourd'hui grossièrement en deux tendances :
- d'une part, les comics mainstream, ressortissant essentiellement du genre du super-héros, où les personnages partagent un même univers depuis parfois plusieurs dizaines d'années, ce qui pose des problèmes de cohérence et d'évolution des personnages ;
- d'autre part, des comic books aux genres variés édités par de petites maisons d'édition et souvent appelés alternative comics.

## Critiques
Le comic book en tant qu'objet proposant de la bande dessinée est celui qui s'est imposé comme image de la bande dessinée américaine dans son ensemble, d'où la confusion commune entre bande dessinée américaine et comic book, voire, comic book de super-héros, comme si la richesse de la production s'effaçait devant ce seul format et ce seul genre.
C'est aussi à cause de l'apparente hégémonie de ce format que le comic book a été l'objet de toutes les critiques qui s'appuyaient sur des généralisations hâtives. Le comic book est présenté comme populiste, sans aspirations à l'art, dangereux pour la jeunesse, etc..